# Thomas Schühly
Thomas Schühly (né le 20 septembre 1951 à Karlsruhe) est un producteur de cinéma allemand. En 1980, il fonde la société Laura Film GmbH.

## Biographie
Thomas Schühly est le fils du naturaliste Paul Schühly et de son épouse Anna-Elisabeth Dres. Il passe la première année de sa vie à Karlsruhe avec ses parents et sa sœur aînée Monika. En 1952, la famille déménage à Bochum, quand son père trouve un emploi dans l'entreprise Ruhr-Stickstoff. Ses frères Klaus et Andreas naissent en 1953 et 1954. La famille vit dans un petit appartement du quartier de Weitmar puis dans un autre quartier.
Il est élève du Gymnasium am Ostring. Il y obtient l'abitur en 1972. Il s'inscrit à l'université de la Ruhr à Bochum, où il étudie le droit pendant huit semestres jusqu'en 1976. Il travaille à côté comme professeur de karaté avant que Peter Zadek, alors directeur du Schauspielhaus Bochum, n'ait besoin d'un chorégraphe pour l'une de ses pièces et ne convainque Schühly de travailler pour lui. C’est à cette époque qu’il sent avoir une autre ambition et qu’il ne veut plus devenir avocat. Au Bochumer Schauspielhaus, il rencontre sa compagne Rosel Zech.
Il devient assistant réalisateur pour Peter Zadek et Jiří Menzel jusqu'à ce qu'il aille chez Bavaria Film à Munich, où il travaille avec Rainer Werner Fassbinder jusqu'à sa mort.
Schühly fonde sa propre société de production en 1980 pour produire le film Die Generalprobe. En 1981, il réalise le documentaire Theater in Trance et est directeur de production pour Lola, une femme allemande. En 1982, il produit Le Secret de Veronika Voss qui remporte l'Ours d'or à la Berlinale 1982.
De 1983 à 1985, Thomas Schühly est directeur général de la société de production Iduna Film de l'entrepreneur médiatique Leo Kirch.
Parallèlement, il devient co-directeur général de Neue Constantin Film GmbH de Bernd Eichinger et travaille comme producteur exécutif sur Le Nom de la rose, l'adaptation du roman d'Umberto Eco.
En 1995, il produit L'Homme de la mort ; l'acteur Götz George remporte la Coupe Volpi à la Mostra de Venise 1995.

## Filmographie
- 1980 : Die Generalprobe
- 1981 : Lola, une femme allemande
- 1981 : Theater in Trance
- 1982 : Le Secret de Veronika Voss
- 1984 : Out of Order
- 1985 : Via Mala
- 1985 : Drei gegen Drei (de)
- 1986 : Le Nom de la rose
- 1988 : Les Aventures du baron de Münchausen
- 1989 : La Révolution française
- 1995 : L'Homme de la mort
- 2001 : Le Triomphe de l'amour
- 2004 : Alexandre